# Regra do pênis pequeno
"Regra do pênis pequeno" é uma estratégia informal utilizada nos Estados Unidos por escritores na tentativa de evadirem-se de processos por difamação. Ela foi descrita em um artigo do New York Times em 1998:

"(...) "Para um retrato fictício ser alvo de ação legal, deve ser tão preciso que o leitor comum não teria problemas em ligar os dois", disse o sr. Friedman. Sendo assim, continuou ele, advogados empregam a chamada "regra do pênis pequeno". Uma maneira de os autores protegerem-se de processos por difamação é dizer que o personagem tem um pênis pequeno, declarou o sr. Friedman. "Homem nenhum vai dar um passo à frente e dizer, 'Esse personagem aí com um pênis pequenininho, 'Sou eu!'"

A regra foi citada em uma polêmica envolvendo o crítico Michael Crowley e o escritor Michael Crichton em 2006. Crowley alegou que, após escrever uma resenha desfavorável do romance State of Fear, Crichton difamou-o ao incluir um personagem chamado "Mick Crowley" no livro Next. No romance, Mick Crowley é um estuprador de crianças descrito como sendo um jornalista de Washington formado em Yale e possuidor de um pênis pequeno.